# Universiade d'hiver de 1997
Navigation
Édition précédente Édition suivante
L'Universiade d'hiver 1997 est la 18e édition des Universiades d'hiver. Elle se déroule à Muju et Jeonju en Corée du Sud, du 24 janvier au 2 février 1997.

## Tableau des médailles
| Rang | Nation       | Or | Argent | Bronze | Total |
| ---- | ------------ | -- | ------ | ------ | ----- |
| 1    | Japon        | 9  | 9      | 7      | 25    |
| 2    | Russie       | 9  | 6      | 9      | 24    |
| 3    | Slovénie     | 7  | 4      | 4      | 15    |
| 4    | Chine        | 6  | 4      | 6      | 14    |
| 5    | Pays-Bas     | 6  | 4      | 1      | 11    |
| 6    | Corée du Sud | 5  | 2      | 4      | 11    |
| 7    | Slovaquie    | 4  | 0      | 0      | 4     |
| 8    | Tchéquie     | 2  | 0      | 3      | 5     |
| 9    | France       | 1  | 2      | 1      | 4     |
| 10   | Suède        | 1  | 1      | 1      | 3     |
| 11   | Pologne      | 1  | 0      | 0      | 1     |
| 12   | Biélorussie  | 0  | 5      | 1      | 6     |
| 13   | Autriche     | 0  | 4      | 3      | 7     |
| 14   | Italie       | 0  | 4      | 3      | 7     |
| 15   | Ukraine      | 0  | 2      | 2      | 4     |
| 16   | États-Unis   | 0  | 1      | 4      | 5     |
| 17   | Roumanie     | 0  | 1      | 0      | 1     |
| 18   | Finlande     | 0  | 1      | 0      | 1     |
| 19   | Bulgarie     | 0  | 1      | 0      | 1     |
| 20   | Allemagne    | 0  | 0      | 1      | 1     |
| 21   | Canada       | 0  | 0      | 1      | 1     |